# Studentenclub
Een studentenclub is in Vlaanderen een vriendenkring in studentenmilieus. Studentenclubs verzamelen meestal leden naar streek van afkomst en/of politiek-maatschappelijk engagement. Een studentenclub is een studentenorganisatie die zich specifiek richt op het sociale aspect, zoals een studentengezelligheidsvereniging.
De Nederlandse equivalent van een studentenclub is een dispuut, hoewel Vlaamse clubs beduidend zelfstandiger opereren, soms zelfs geheel zelfstandig.

## Geschiedenis en geografie
De studentenclubs zijn in het Nederlandstalige gebied vooral bekend in Vlaanderen en zijn geschoeid op het Duitse traditionele studentenleven. De eerste clubs in Vlaanderen dateren van het eind van de 19e eeuw: Ons Hageland 1874,  L'Association Royale Générale des Etudiants Catholiques de Gand 1880, de Koninkelijke Antwerpse Studentenkring (K.A.S.K.) 1881, Moeder Kortrijkse Leuven 1884, Nederlandse Studentenkring 1884,  Hollandia Lovaniensis 1886,  Moeder Brugse 1886 en Moeder Westland Leuven. Door de Eerste en Tweede Wereldoorlog enerzijds en door de nalatigheid van sommige presidia anderzijds zijn er onduidelijkheden over de oprichtingsdata van bepaalde clubs. De club Moeder Meense Leuven heeft zo een voorgeschiedenis die volgens geschriften al zou teruggaan tot de jaren 1879/1880. Dit zou Moeder Meense de oudste West-Vlaamse club maken en de 2de oudste na Ons Hageland uit de studentencodex. Zoals de naam aangeeft zijn clubs bijna altijd streekgebonden: ze verenigden studenten van een bepaalde regio (vaak colleges) en waren vaak actief in de Vlaamse ontvoogding. Vanuit dit politiek-maatschappelijk engagement, bestaan er ook studentenclubs zonder geografisch wervingsgebied, zoals het Katholiek Vlaams Hoogstudentenverbond en de in 1976 daarvan afgesplitste Nationalistische Studentenvereniging. Deze zijn nog steeds actief in de Vlaamse beweging, waardoor het sociale aspect niet het enige doel is.
In de hoogdagen van de studentenclubs waren bijna alle studenten aangesloten bij een of meerdere clubs en bleef er een nauwe samenwerking tussen ex-leden in een later beroepsleven (sociaal netwerk). Sedert de jaren zestig is echter een gestadige afbouw van de invloed en participatie van de studentenclubs te merken. Veel van de clubtradities leven nog in een of andere vorm bij studie-gerelateerde verenigingen (studentenkring), hoewel veel minder geformaliseerd dan bij daadwerkelijke clubs. Desalniettemin is er bij deze kleiner geworden clubs nog sprake van een sterke verticale werking, door middel van een hechte band met oud-leden.

## Werking
De gedoopte en ontgroende volwaardige leden van een studentenclub worden commilitones genoemd. De organisatie van een club is hiërarchisch, ook tussen clubs onderling: aan het hoofd van een club staat een praeses of senior en een praesidium (vice-praeses, Major Schachtorum of schachtenmeester/-temmer, ab-actis, quaestor, cantor …). Clubs van een provincie worden verenigd in een gilde. Deze gilden worden op hun beurt weer overkoepeld door een SeniorenKonvent (SK).
Omdat studentenclubs traditioneel niet gemengd waren, is als tegenhanger van het SK in Leuven een Meisjesseniorenkonvent (MSK) opgericht dat verschillende studentenclubs met uitsluitend vrouwen vertegenwoordigt. Met als eerste vrouwelijke studentenclub ooit: Status Nascendi (1981-1984) opgericht door Josee Leen, die wel zelf de functie van praeses niet bekleedde. In tegenstelling tot het SK, hebben clubs uit het MSK geen gilden. In Vlaamse studentensteden met een recentere studentencultuur wordt deze scheiding niet of slechts zeer gedeeltelijk nageleefd.
In de meeste studentenclubs worden regelmatig cantussen gehouden. Op deze avonden wordt er bier geschonken en worden liederen gezongen uit de codex, volgens een vaste code met veel rituelen. Deze "zangavonden" dienen in veel clubs ook om organisatorische zaken te regelen zoals de lintoverdracht na praesesverkiezingen.

## Uiterlijke kenmerken
Uiterlijke kenmerken van veel studentenclubs zijn pet en lint in de kleuren van de club (wordt door schachten links over de schouder gedragen, ouderejaars dragen die rechts). Traditioneel kan de senior zich onderscheiden door een breed lint met afbeelding van het clubschild te dragen. Dit gebruik veranderde in sommige studentensteden naar het gebruik dat alle presidiumleden een breed lint dragen, onder het clubschild staat dan de functie die het presidiumlid bekleedt. In Leuven en Diepenbeek (evenzo Hasselt) is het echter zo gebleven dat enkel de senior en oud-senioren een breed lint dragen.
In Vlaanderen gebruiken bijna alle studentenclubs een monogram of zirkel om zich te onderscheiden. Het is de studentenclub Moeder Sinjoria, voor mannelijke studenten uit het Antwerpse te Leuven, die de zirkel invoerde in het Vlaamse studentenleven in 1931.

## Weekendclubs
Studentenclubs zijn hoofdzakelijk vertegenwoordigd in studentensteden zoals Leuven, Gent, Kortrijk, Brussel en Hasselt. Dit zijn weekclubs. De activiteiten vinden plaats tijdens de week in de studentenstad waar de club gelegen is. In Zuid-West-Vlaanderen zijn er ook tal van weekendclubs. Dit zijn clubs die ondergebracht zijn binnen hun gemeente. Het concept hierachter is dat veel studenten van eenzelfde gemeente in verschillende steden studeren. Wanneer de ze de vrijdag terug thuis komen wordt er afgesproken in het clubcafé. Het is de bedoeling om de studenten van eenzelfde gemeente te verenigen. De activiteiten zij dezelfde als clubs in de grote studentensteden alleen vindt alles hier plaats in het weekend.